# Luanchuan
Der Kreis Luanchuan (chinesisch 栾川县, Pinyin Luánchuān Xiàn) ist ein Kreis im Westen der chinesischen Provinz Henan, der zum Verwaltungsgebiet der bezirksfreien Stadt Luoyang gehört. Er hat eine Fläche von 2.477 km² und zählt 351.400 Einwohner (Stand: Ende 2018). Sein Hauptort ist die Großgemeinde Chengguan (城关镇).

## Administrative Gliederung
Auf Gemeindeebene setzt sich der Kreis aus sieben Großgemeinden und sieben Gemeinden zusammen. 